# Foetus (Album)
Foetus ist das Debütalbum des Rap-Duos Genetikk, welches 2010 kostenlos zur Verfügung gestellt wurde.
Etwa ein Jahr vor dem Erscheinen von Foetus hatten Karuzo und Sikk beschlossen, unter dem Namen Genetikk Musik zu produzieren. Foetus wurde in Paris aufgenommen. Inhaltlich ist das Album persönlicher als der Nachfolger Voodoozirkus. In dem Titel Buenos Dias wechselt die Sprache immer wieder zwischen Deutsch und Spanisch. Alle Beats wurden von Sikk produziert. Auf dem Cover sieht man Karuzo, wie er in einem dunklen Raum sitzt. Seine Bekleidung entspricht dem Clown-Image der Gruppe. Um seinen Bauch hat er Sprengstoff befestigt.
Am 28. Oktober 2020 veröffentlichte die Gruppe zum zehnjährigen Jubiläum eine "10 Years Anniversary Edition" des Albums. Damit fand die Platte endlich ihren Weg in die offiziellen Streaming-Dienste und Online-Anbieter. Neben den 13 ursprünglichen Songs befanden sich außerdem noch 3 neue Titel auf dieser Neuveröffentlichung.

## Titelliste
| #   | Titel                                              | Produzent | Länge |
| --- | -------------------------------------------------- | --------- | ----- |
| 1.  | Foetus                                             | Sikk      | 2:31  |
| 2.  | Clown                                              | Sikk      | 3:40  |
| 3.  | Kopfschuss                                         | Sikk      | 4:19  |
| 4.  | Psssst                                             | Sikk      | 3:31  |
| 5.  | Seit ich denken kann                               | Sikk      | 3:41  |
| 6.  | Genau mein Kaliber                                 | Sikk      | 4:16  |
| 7.  | Schlangen                                          | Sikk      | 3:22  |
| 8.  | Germanys Next Topgangster                          | Sikk      | 3:38  |
| 9.  | Buenos Dias                                        | Sikk      | 3:01  |
| 10. | Basta und Punkt                                    | Sikk      | 3:28  |
| 11. | Vaffanculo                                         | Sikk      | 3:55  |
| 12. | Solang ich Träume hab                              | Sikk      | 4:05  |
| 13. | Warum nicht                                        | Sikk      | 4:02  |
| 14. | Lockdown (10 Years Anniversary Edition)            | Sikk      | 3:43  |
| 15. | Was würde Gzuz tun? (10 Years Anniversary Edition) | Sikk      | 2:11  |
| 16. | Lost Song (10 Years Anniversary Edition)           | Sikk      | 3:55  |